# Robert Zandvliet
Robert Zandvliet (Terband, 1970) is een Nederlands kunstschilder van hedendaagse kunst en exposeert in het binnen- en buitenland.

## Biografie
Van 1987 tot 1992 volgde Zandvliet een opleiding aan de Christelijke Academie voor Beeldende Kunsten in Kampen (het latere ArtEZ Art & Design Zwolle) en van 1992 tot 1994 aan De Ateliers in Amsterdam. Hij won in 1994 de Prix de Rome: hij exposeert vanaf dat moment regelmatig in binnen- en buitenland.

## Werk
Halverwege de jaren 90 was Zandvliet actief met het afbeelden van alledaagse voorwerpen zoals haarspelden, een televisie of een fototoestel. Na 1996 concentreerde hij zich op het schilderen van landschappen, onder andere bovenaanzichten van snelwegen. Deze landschappen zijn wel abstract en hebben vaak geen horizon. Zandvliet gebruikt temperaverf, dit na bestudering van de oude Italiaanse fresco's, die ook met temperaverf zijn geschilderd. Bij het werken met temperaverf is het niet mogelijk delen over te schilderen want tempera is zo transparant dat onderliggende lagen zichtbaar blijven.

## Werk in openbare collecties (selectie)
- Dordrechts Museum, Dordrecht
- Fries Museum, Leeuwarden
- Kunstmuseum Den Haag
- Museum Belvédère, Heerenveen-Oranjewoud
- Museum van Hedendaagse Kunst Antwerpen, Antwerpen
- De Pont, Tilburg[1]
- Rijksmuseum Amsterdam[2]
- Stadsgalerij Heerlen, Heerlen
- Stedelijk Museum, Amsterdam

## Prijzen
- Winnaar Prix de Rome Schilderen (1994)
- Charlotte Köhler Prijs (1998)
- Wolvecampprijs (2004)